# 暖流 (小説)
『暖流』（だんりゅう）は、1938年4月から9月『朝日新聞』に掲載された岸田國士の長編小説、またこれを原作とした映画・ドラマ化作品である。
1938年11月、改造社刊。岸田国士長篇小説集第四巻、新潮文庫ほか。

## 小説のあらすじ
昭和10年代の東京。名門私立病院である、志摩病院の院長で内科臨床医の志摩泰英(しま やすひで)が胃がんで1年間近く、鎌倉山の別荘に引っ込んでいた間に、病院経営は破綻の危機に瀕していた。一人息子泰彦は医者の免状をもちながら医者を好まず、子爵の娘で妻の三喜枝と本郷の邸宅に住み、競馬やゴルフの贅沢三昧、一家は火の車である。泰英は、病院の再建をかけて、以前学資を出してやり台湾の製薬会社の庶務課長になっている若き実業家日疋祐三(ひびき ゆうぞう)を呼び寄せて、病院経営と一家の立て直しの全てを託す。日疋は泰英にたいする恩義と、男として意気に感じて引き受ける。緻密な計画を立てておこなわれる突然の大胆な病院改革に、反発する医師たちと、派閥同士の対立でなかなか進まない改革。極度の緊縮に志摩夫婦との、心のすれ違い。日疋は、20歳そこそこの看護婦の石渡ぎん(いしわたり ぎん)を利用して、内通させ、複雑に入り組んだ病院の内情を把握しようと試みる。身寄りも無いぎんは日疋に淡い恋心を抱くが、一方の日疋は、院長の後妻とのあいだの令嬢、美しく聡明で気位の高い啓子(けいこ)に思慕の情を寄せていた。ぎんと啓子とは小学校から女学校2年まで同級であった。啓子はミシンの針が指に刺さり、父の病院に見てもらいに行き、治療した笹島医学士に恋されて、求婚される。両親も賛成し、啓子も異存は無いが、院長の病気が重くなり死亡したため、結婚を秋に延期するうちに、笹島に、有名な声楽家安達和子という愛人のいること、笹島に弄ばれて自殺した看護婦のいることがわかり、啓子は笹島を責め婚約を解消する。啓子に恋していた祐三は、病院の建て直しに自信をもって求婚する。母滝子は鎌倉山の別荘を整理して東京で質素な生活をおくっているが、祐三にたいする信頼と恩義からその結婚に賛成であるが、啓子は祐三の人間と実力に好意と愛情をいだきながら、ぎんの祐三にたいする恋をしっているうえに「自分にはどうしても棄てきれない世界があり、それはやっぱり大事にしなければならないと思う」と言い、祐三の求婚を拒む。祐三は、病院をやめて派出看護婦になっているぎんが自分に恋しているのを知り、「この女になら、なにかしてやれるという自信がもてる。自分には、そんな悦びが必要だ」と考え、婚約する。泰彦は質素な生活にたえられず、祐三が一家の財産を自由にしているという錯覚から、母滝子を訴えようとし、祐三のために首になった人々が祐三や滝子をいやがるビラをはるなどしたことから、彼女らは手に入れるべき財産をすべて泰彦に与えることを祐三に申し出て、東京を離れて静岡の近くの昔の雇人の離れを借りて隠棲する。祐三は自分の努力がむなしかったことを思うが、それに同意し、病院をやめて中国にでかけて新しい仕事をする決心をする。その間、ぎんを滝子へあずけて主婦教育を依頼する。啓子は新たな道に出て行く決心をする。

## 映画

### 1939年版
『暖流』（だんりゅう）は、1939年に公開された吉村公三郎監督の日本映画。
キネマ旬報ベスト・テン7位

#### 制作
当初は吉村公三郎の師匠・島津保次郎が監督することで脚本も完成していたが、島津が東宝へ移った為、監督を誰にするかで、大船撮影所の所長・城戸四郎は迷った。すでに主役に決定していた高峰三枝子の口添えで、城戸は吉村を起用した。ただし吉村が渋っていた戦争映画「西村戦車長伝」を次に撮るという条件付きであった。。

#### 配給
初公開日は戦前の1939年12月1日で『前篇・啓子の巻』と『後篇・ぎんの巻』の合計3時間で構成されていたが、現存するフィルムを戦後（1947年）に再編集され、2時間4分の短縮版となった。

#### キャスト
- 日疋祐三：佐分利信
- 志摩啓子：高峰三枝子
- 石渡ぎん：水戸光子
- 笹島：徳大寺伸
- 志摩泰彦：斎藤達雄
- 志摩泰英：藤野秀夫
- 志摩滝子：葛城文子
- 志摩三喜枝：森川まさみ
- 堤ひで子：槇芙佐子
- 日疋の母：岡村文子
- 絲田：日守新一
- 梶原：小櫻昌子
- 日疋の父：水島亮太郎
- 相良：坂本武
- 君や：雲井つる子
- 金谷博士：奈良真養
- 田所博士：河原侃二
- 橋爪博士：高倉彰
- 都留博士：山内光
- 風間博士：武田秀郎
- 榊博士：伊東光一
- 岸博士：久保田勝己
- 山田博士：宮島健二
- 看護婦長：藤原か祢子
- 女医：忍節子

ほか

#### スタッフ
- 監督：吉村公三郎
- 脚色：池田忠雄
- 撮影：生方敏夫
- 美術：金須孝
- 音楽：早乙女光
- 録音：妹尾芳三郎
- 編輯（集）：浜村義康
- 現像：佐々木太郎
- 照明：斉藤幸太郎
- 監督部（助監督）：木下惠介、中村登、海老沢重郎

### 1957年版

#### キャスト
- 日疋祐三：根上淳
- 石渡ぎん：左幸子
- 志摩啓子：野添ひとみ
- 志摩泰彦：船越英二
- 志摩泰英：小川虎之助
- 志摩滝子：村田知英子
- 志摩三喜枝：清水谷薫
- 笹島：品川隆二
- 相良：山茶花究
- 金谷内科部長：大山健二
- 田所外科部長：小杉光史
- 津留博士：春本富士夫
- 風間博士：伊東光一
- 榊博士：高村栄一
- 糸田：潮万太郎
- 真岡：杉田康
- 和久井：小原利之
- 熱馬秋子：住友久子
- 篠田高子：金田一敦子
- 中川冴子：南左斗子
- 松下達子：小泉順子
- 安達和子：松平直子
- 看護婦・堤：下平礼子
- 看護婦・恵美：久保田紀子
- 看護婦・秀子：叶順子
- 看護婦・栄子：半谷光子
- 看護婦・邦江：楠よし子
- 看護婦・徳子：響令子
- 婦長橋本：村田扶実子
- 藤休丹後：吉井莞象
- 雪枝：目黒幸子
- 咲子：高野英子
- 煙山弁護士：星ひかる
- 副婦長：加治夏子
- 守衛：伊藤直保
- テレビ出演の歌手：丸山明宏

#### スタッフ
- 監督：増村保造
- 脚本：白坂依志夫
- 撮影：村井博

### 1966年版

#### キャスト
- 志摩啓子：岩下志麻
- 石渡ぎん：倍賞千恵子
- 日疋祐三：平幹二朗
- 笹島：細川俊之
- 堤ひで子：小川真由美
- 志摩泰英：笠智衆
- 志摩泰彦：仲谷昇
- 志摩三喜枝：岸田今日子
- 志摩滝子：夏川静江（夏川静枝）
- 金谷内科部長：夏川大二郎
- 都留皮膚科部長：金子信雄
- 橋爪神経科部長：北村和夫
- 田所外科部長：山吉鴻作
- 榊産婦人科部長：土紀洋児
- 部長：土田桂司
- 糸田事務長：桑山正一
- 橋本看護婦長：高橋とよ
- 看護婦和代：谷育子
- 事務室会計係：山本幸栄

#### スタッフ
- 監督：野村芳太郎
- 撮影：川又昻

## TVドラマ

### 1960年版
1960年3月1日・同年3月8日にフジテレビ系「サンウエーブ火曜劇場」枠にて放送された。同ドラマ枠の初作品。

#### キャスト
- 富田浩太郎
- 岩崎加根子
- 河内桃子
- 佐々木孝丸

### 1964年版
1964年8月3日 - 11月2日に東海テレビの15分昼ドラマ枠にて放送された。

#### キャスト
- 長内美那子
- 高松英郎
- 原知佐子
- 高田稔
- 水戸光子

#### スタッフ
- 演出：伏屋良郎
- 脚本：竹内勇太郎

### 1967年版
1967年7月17日 - 9月8日にフジテレビ系昼ドラマ「ライオン奥様劇場」枠にて放送された。

#### キャスト
- 長内美那子
- 吉田輝雄
- 津川雅彦
- 田村奈巳

#### スタッフ
- 脚本：芦沢俊郎、柳下長太郎

### 1976年版
1976年10月7日 - 1977年3月31日に日本テレビ系列（制作：よみうりテレビ）の木曜21時枠にて放送された。

#### キャスト
- 志摩啓子：松坂慶子
- 日疋祐三：近藤正臣
- 中田喜子
- 佐野周二
- 乙羽信子
- 石濱朗
- 中尾彬
- 夏桂子
- 吉野佳子
- 金田龍之介
- ナレーター：岸田今日子

#### スタッフ
- 演出：荻野慶人
- 脚本：高橋玄洋

#### 主題歌
松坂慶子『おとずれ』

#### 放送局
- よみうりテレビ：木曜 21:00 - 21:54
- 日本テレビ：木曜 21:00 - 21:54
- 北日本放送：木曜 21:00 - 21:54[3]
- 福井放送：木曜 21:00 - 21:54[3]

### 2007年版
2007年4月16日 - 6月29日に毎日放送製作・TBS系列「ドラマ30」枠で放送（全55回）。設定を現代（制作時の2007年）に置換えて制作しているのが特徴。番組終了後の7月31日にDVD-BOXが発売された。

#### 登場人物・キャスト
志摩家
- 志摩啓子（28）：さとうやすえ（内科医。院長令嬢。少女期の子役は井手田麗美）
- 志摩泰英（65）：近藤正臣（院長。専門は外科。啓子と泰則の父）
- 志摩泰則（32）：村杉蝉之介（外科医。院長の次男、啓子の兄）
- 志摩滝子（57）：宮田圭子（院長夫人。啓子と泰則の母）
- 佐藤君恵（67）：松村康世（志摩家の家政婦）

志摩総合病院
- 日疋祐三（34）：山田純大（新事務長。弁護士）
- 石渡吟花（28）：小西美帆（主任看護師。少女期の子役は長谷川美和）
- 笹島和也（34）：本宮泰風（外科医）
- 田所　茂（65）：峰岸徹（副院長、内科部長）
- 堤　秀美（27）：秋山実希（看護師。笹島の恋人）
- 副島　卓（24）：木村啓介（看護師）
- 今井由希（21）：川原麻衣（看護師）
- 橋本順子（45）：山崎千恵子（看護師長）
- 鶴田：下元年世（小児科部長）
- 横田：中野小百合（看護師）
- 他の看護師たち：藤田恵美子、亀井織枝、川戸美帆子、谷村舞
- 産婦人科医：井之上淳

その他
- 日疋幸江（58）：辺見マリ（日疋祐三の母。ワイン・バー「ラ・メール」のママ）
- 正岡隆司：松井誠
- 小早川猛：中野英雄
- 高見沢薫：辻沢響江（辻沢杏子）（ファイナンシャルプランナー）
- 藤林彰正：磯部勉
- 一条直也：湯江健幸（入院中の童話作家）
- 大村：ケーシー高峰（入院患者）
- 高田光子：雪代敬子（空港で啓子が助け、後に志摩病院に入院）
- 小林一平：林家ペー（アパートの大家）
- 川井　清：芦屋小雁（川井ユカの祖父）
- 西田夫人：美雪花代（代議士夫人。志摩総合病院の有力顧客）
- 糸田　昇：高橋一平（志摩総合病院元事務長）
- 山本美里：濱田佳菜
- 水野雅美：長澤奈央
- （役名不明）：井之上チャル（日疋の知り合いの新聞記者）
- 石渡吟花の父（回想で登場）：窪隆司
- 石渡吟花の母（回想で登場）：辰巳美津子
- 高田聡志：佐田修典（高田光子の息子）
- 高田聡志の妻：杉江美生
- 高田聡志の娘：西本利久
- 川井玲子：山本志づ世（川井ユカの母）
- 川井　忠：桑原良二（川井ユカの父）
- 川井ユカ：亀井理沙（子役。喘息患者）
- 男性入院患者たち：酒井くにお・とおる
- 刑事：水上保広（糸田の殺害事件の捜査担当）
- 監察医小林：吉塚弘（田所の講師時代の教え子）
- マスコミの記者たち：柏木宏之（毎日放送アナウンサー）、千葉猛（毎日放送アナウンサー）、鈴木知香、村上博紀
- ナレーション：三島ゆり子

#### スタッフ
- 脚本：井上登紀子、森下直、森脇京子、菱田信也
- 音楽：小六禮次郎
- 演出：竹園元、山本実、芝野昌之、鈴木晴之
- プロデューサー：亀井弘明、中村雅人
- 制作：藪内広之
- 制作協力：MBS企画
- 制作著作：毎日放送

#### 主題歌
- nangi 『すばらしい想い』Epic Records Japan Inc.（ESCL-2980）